# Sprightly Island
Sprightly Island ist eine Insel vor der Danco-Küste des Grahamlands auf der Antarktischen Halbinsel. Sie liegt 1,5 km nordwestlich des Spring Point in der Hughes Bay.
Teilnehmer der Belgica-Expedition (1897–1899) unter der Leitung des belgischen Polarforschers Adrien de Gerlache de Gomery nahmen erste grobe Vermessungen der Bucht vor. Das UK Antarctic Place-Names Committee benannte sie 1957 nach dem britischen Robbenfänger Sprightly unter Kapitän Edward Hughes, der zwischen 1824 und 1825 in diesen Gewässern operiert hatte.